# Джеремі Морін
Джеремі Морін (англ. Jeremy Morin; 16 квітня 1991, м. Оберн, США) — американський хокеїст, правий нападник. Виступає за «Чикаго Блекгокс» у Національній хокейній лізі.
Виступав за «Кітченер Рейнджерс» (ОХЛ), «Чикаго Блекгокс», «Рокфорд АйсХогс» (АХЛ), Колумбус Блю-Джекетс.
В чемпіонатах НХЛ — 82 матчі (10+12), у турнірах Кубка Стенлі — 2 матчі (0+0).
У складі національної збірної США учасник чемпіонату світу 2015 (10 матчів, 0+0). У складі молодіжної збірної США учасник чемпіонатів світу 2010 і 2011. У складі юніорської збірної США учасник чемпіонатів світу 2008 і 2009.
Досягнення
- Бронзовий призер чемпіонату світу (2015)
- Переможець молодіжного чемпіонату світу (2010), бронзовий призер (2011)
- Переможець юніорського чемпіонату світу (2009), бронзовий призер (2008)